# Brisighella (olio di oliva)
Brisighella è un olio d'oliva a Denominazione di origine protetta sin dal 1996.

## Descrizione
Secondo il Disciplinare di produzione, l'olio “Brisighella” deve essere ottenuto dalla varietà di olivo "Nostrana di Brisighella" presente in misura non inferiore al 90%. La zona di produzione comprende in tutto o in parte il territorio dei comuni di Brisighella, Faenza, Riolo Terme e Casola Valsenio, tutti situati in provincia di Ravenna, in Emilia-Romagna.

## Storia
Nel 1962 un gruppo di agricoltori decide di cooperare per promuovere le produzioni vitivinicole e olearie del territorio di Brisighella, nella Valle del Senio. Il primo frantoio, che viene installato nel 1972, contribuisce a recuperare le antiche cultivar autoctone Nostrana di Brisighella, Ghiacciola, Orfana. Nel 1975, grazie a un'intuizione dei soci della cooperativa, nasce il Brisighello, un olio che diventa subito il prodotto di punta dell'azienda grazie al rigoroso disciplinare autoimposto. Tutte le bottiglie vengono sottoposte a un processo di autocertificazione metodica con cartiglio notarile numerato.

Il processo di certificazione controllata permette ai produttori di ottenere nel 1996 il riconoscimento della Denominazione di origine protetta «Brisighella», primo olio d'oliva in Italia a riceverlo, insieme all'Aprutino Pescarese ed alla Sabina.